# Лазина
Лазина (словен. Lazina) је насељено место у општини Жужемберк, регија Југоисточна Словенија, Словенија.

## Историја
До територијалне реорганизације у Словенији био је у саставу старе општине Ново Место.

## Становништво
| Број становника према пописима | Број становника према пописима | Број становника према пописима |
| ------------------------------ | ------------------------------ | ------------------------------ |
| 1991                           | 2002                           | 2011                           |
| 32                             | 21                             | 17                             |